# Шипохвіст Шмідта
Шипохвіст Шмідта (Uromastyx alfredschmidti) — представник роду Шипохвостів з родини Агамових. Інша назва «чорний шипохвіст».

## Опис
Загальна довжина сягає 40 см, максимальна довжина 42,9 см. Статевий диморфізм виражений слабко, відмінності виявляються головним чином у забарвленні, але не завжди. Голова помірної довжини. Тулуб щільний, кремезний, кінцівки короткі й дуже сильні, хвіст довгий та потужний, який поступово звужується. На хвості розташована луска у 22—23 рядки. На передньому краї зовнішнього слухового отвору є збільшена трикутна зубчаста луска. На задніх кінцівках є 13–21 стегнових пір з кожного боку. 
Самці повністю чорні, що і пояснює друга назва виду. Самки сірувато-коричневі різних відтінків, голова, хвіст й кінцівки можуть бути світлішими, ніж тулуб. Черево у них майже білого забарвлення. Однак іноді зустрічаються і повністю чорні самки. У туарегів є своєрідний метод визначення статі у молодих шипохвостів: якщо шипохвоста покласти на спину, самка залишиться нерухомою. 

## Спосіб життя
Полюбляє скелясті, кам'янисті місцини — гамади, плато вулканічного походження. Ховається у норі, яку риє під пласкими кам'яними брилами або під купою каменів, єдиний вхід веде до галереї на глибині близько 1 м від поверхні, що досягає більше 2 метрів довжини. Таким чином, основна частина нори захищена від денної спеки. Вранці довгий час проводить біля входу у нору і розігрівається на сонці, після чого він вирушає на пошуки їжі. Харчується рослинною їжею. 
Це яйцекладна ящірка. Парування починається у травні, а у червні-липні самка відкладає 15 яєць. Самка припиняє харчуватися за 1–2 тижні до відкладання яєць. Через 3 місяця з'являються молоді шипохвости. 
Тривалість життя 10–15 років, у виняткових випадках і до 30 років.

## Розповсюдження
Мешкає у центральній частині Сахари — в південному Алжирі (плато Тассили і нагір'я Ахаггар) та на південному заході Лівії.